# Phanera flexuosa
Phanera flexuosa là một loài thực vật có hoa trong họ Đậu. Loài này được (Moric.) L.P. Queiroz mô tả khoa học đầu tiên năm 2006.